# 1644 Rafita
1644 Rafita este un asteroid din centura principală, descoperit pe 16 decembrie 1935, de Rafael Carrasco.